# Parfondeval, Aisne
Parfondeval är en kommun i departementet Aisne i regionen Hauts-de-France i norra Frankrike. Kommunen ligger  i kantonen Rozoy-sur-Serre som ligger i arrondissementet Laon. År 2022 hade Parfondeval 141 invånare.

## Befolkningsutveckling
Antalet invånare i kommunen Parfondeval
Referens: INSEE